# Julius Albert Fridericia
Julius Albert Fridericia, född 10 juni 1849, död 28 oktober 1912, var en dansk historiker.
Fridericia blev filosofie doktor 1876, var biblioteksman 1874-99 och från 1891 som underbibliotekarie vid universitetsbiblioteket i Köpenhamn. År 1899 blev han professor i historia. Fridericias specialområde var dansk 1600-talshistoria. 
Han var från början främst inriktad på de utrikespolitiska sammanhangen, och gav 1876-82 ut de på omfattande europeiska arkivstudier vilande arbetet Danmarks ydre politiske Historie fra Freden i Lübeck till Freden i Kjøbenhavn, 1629-60 (2 band, sluta 1645). Efter hand koncentrerades hans studier till landets inre historia under detta århundrade. 
Fridericia deltog även i forskningsarbetet rörande agrarreformerna med anledning av 100-årsminnet av bondefriheten 1888 och utgav bland annat Den danske Bondestands Undertrykkelse og Frigjørelse (1888) och Aktstykker til Oplysning om Stavnsbaandets Historie (1888). 
Han mest framstående arbete är fortsättningen på hans tidigare 1600-talsskildringar, Adelsvældens sidste Dage (1894), Danmarks historia från 1648-60, en syntetisk framställning, som belyser de sociala och politiska händelseförlopp, som ledde till enväldet. 
I samband med sin lärarverksamhet utarbetade Fridericia en serie handböcker över 1600-1800-talens allmänna historia, utgångna i flera upplagor. Dessa översikter var en modern studie med klar blick för de ekonomiska och sociala orsakssammanhangen. 
Tillsammans med Carl Frederik Bricka utgav han Kong Christian IV:s egenhændige Breve (1878-91). Fridericia var 1897-1912 redaktör för dansk Historisk Tidsskrift i vilken han publicerade ett stort antal uppsatser.

## Utmärkelser
- Riddare av Dannebrogorden,  1894[2]

[Redigera Wikidata]